# Bob Goldham
Robert John „Bob“ Goldham (* 12. Mai 1922 in Georgetown, Ontario; † 6. September 1991 in Toronto, Ontario) war ein kanadischer Eishockeyspieler und Sportkommentator, der im Verlauf seiner aktiven Karriere zwischen 1939 und 1956 unter anderem 716 Spiele für die Toronto Maple Leafs, Chicago Black Hawks und Detroit Red Wings in der National Hockey League auf der Position des Verteidigers bestritten hat. Während seiner zwölf Spielzeiten in der NHL gewann Goldham insgesamt fünfmal den Stanley Cup – davon 1942 und 1947 zweimal mit den Toronto Maple Leafs sowie in den Jahren 1952, 1954 und 1955 weitere dreimal mit den Detroit Red Wings. Darüber hinaus wurde er einmal ins NHL Second All-Star Team berufen und nahm sechsmal am NHL All-Star Game teil.

## Karriere
Goldham erlernte das Eishockeyspielen in seiner Geburtsstadt Georgetown in der Provinz Ontario, um dann über die unterklassigen Teams der Ontario Hockey Association zum traditionsreichen Juniorenteam der Toronto Marlboros zu gelangen. Dort spielte der Verteidiger zwischen 1939 und 1941 in der OHA.
In der Folge kam der Abwehrspieler in der American Hockey League unter, wo er – neben einem Spiel für die Washington Lions – bei den Hershey Bears auflief. Dort beeindruckte er im Verlauf der Saison 1941/42 so sehr, dass er nicht nur ins AHL Second All-Star Team gewählt wurde, sondern auch in den Kader der Toronto Maple Leafs aus der National Hockey League aufgenommen wurde. Bei den Leafs debütierte er im Verlauf der Spielzeit und war in den Stanley-Cup-Playoffs 1942, an deren Ende Toronto die gleichnamige Trophäe gewann, ein fester Bestandteil. Der steile Karriereaufstieg Goldhams wurde jedoch nur den Zweiten Weltkrieg jäh unterbrochen, da er zwischen 1942 und 1945 seinen Militärdienst in der Royal Canadian Navy ableistete.
Erst zur Spielzeit 1945/46 kehrte der Kanadier in die NHL und zu den Toronto Maple Leafs zurück. Er machte sich in den folgenden beiden Jahren als einer der ersten Spieler, die gezielt Schüsse mit ihrem Körper abblockten, einen Namen in der Liga. Obwohl er aufgrund einer im Dezember 1946 erlittenen Armverletzung den Rest des Spieljahres 1946/47 ausfiel, gewann er mit der Mannschaft schließlich seinen zweiten Stanley Cup. Anschließend wurde er im November 1947 gemeinsam mit Gus Bodnar, Bud Poile, Gaye Stewart und Ernie Dickens zum Ligakonkurrenten Chicago Black Hawks transferiert, die im Gegenzug Max Bentley und Cy Thomas nach Toronto abgaben.
In Chicago entwickelte sich der Abwehrspieler in den folgenden drei Jahren zu einem der besten Verteidiger der Liga, der folglich für die All-Star-Spiele 1949 und 1950 nominiert. Zum Zeitpunkt des NHL All-Star Games 1950 war Goldham bereits Mitglied des amtierenden Stanley-Cup-Siegers Detroit Red Wings, nachdem er im Juli 1950 Bestandteil des bis dato größten Transfersgeschäfts der NHL-Geschichte gewesen war. Während sich die Red Wings die Dienste von Goldham, Jim Henry, Gaye Stewart und Metro Prystai sicherten, erhielten die Chicago Black Hawks die Spieler Al Dewsbury, Harry Lumley, Jack Stewart, Don Morrison und Pete Babando. Bei den Detroit Red Wings fand der Kanadier für die folgenden sechs Spielzeiten schließlich eine sportliche Heimat. In den Jahren 1952, 1954 und 1955 gewann er drei weitere Male den Stanley Cup. Ebenso oft nahm er am NHL All-Star Game teil. Darüber hinaus wurde der Defensivspezialist am Ende der Saison 1954/55 ins NHL Second All-Star Team berufen. Nach der Niederlage in der Finalserie der Stanley-Cup-Playoffs 1956 gegen die Canadiens de Montréal beendete Goldham im Alter von 34 Jahren seine aktive Karriere.
Nach seinem Karriereende blieb Goldham dem Eishockey aber verbunden und war in den 1970er-Jahren als Experte bei den Übertragungen von Hockey Night in Canada des Fernsehsenders CBC tätig. Er verstarb im September 1991 im Alter von 69 Jahren in seiner Wahlheimat Toronto. Für seine Verdienste um den Eishockeysport in Kanada wurde Goldham im Jahr 2015 posthum in die Hall of Fame des kanadischen Sports aufgenommen.

## Erfolge und Auszeichnungen
| - 1942 Stanley-Cup-Gewinn mit den Toronto Maple Leafs - 1942 AHL Second All-Star Team (gemeinsam mit Doug McCaig) - 1947 Stanley-Cup-Gewinn mit den Toronto Maple Leafs - 1947 Teilnahme am NHL All-Star Game - 1949 Teilnahme am NHL All-Star Game - 1950 Teilnahme am NHL All-Star Game - 1952 Stanley-Cup-Gewinn mit den Detroit Red Wings | - 1952 Teilnahme am NHL All-Star Game - 1954 Stanley-Cup-Gewinn mit den Detroit Red Wings - 1954 Teilnahme am NHL All-Star Game - 1955 Stanley-Cup-Gewinn mit den Detroit Red Wings - 1955 NHL Second All-Star Team - 1955 Teilnahme am NHL All-Star Game - 2015 Aufnahme in die Hall of Fame des kanadischen Sports (posthum) |

## Karrierestatistik
(Legende zur Spielerstatistik: Sp oder GP = absolvierte Spiele; T oder G = erzielte Tore; V oder A = erzielte Assists; Pkt oder Pts = erzielte Scorerpunkte; SM oder PIM = erhaltene Strafminuten; +/− = Plus/Minus-Bilanz; PP = erzielte Überzahltore; SH = erzielte Unterzahltore; GW = erzielte Siegtore; 1 Play-downs/Relegation; Kursiv: Statistik nicht vollständig)